# EC 1.3.5
La EC 1.3.5 è una sotto-sottoclasse della classificazione EC relativa agli enzimi. Si tratta di una sottoclasse delle ossidoreduttasi che include enzimi che agiscono su donatori di elettroni aventi gruppi CH-CH ed un chinone (o composti correlati) come accettore.

## Enzimi appartenenti alla sotto-sottoclasse
| numero EC  | nome accettato                      |
| ---------- | ----------------------------------- |
| EC 1.3.5.1 | succinato deidrogenasi (ubichinone) |